# Klaus Martin Kopitz

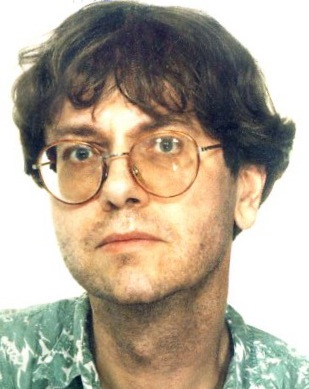
Klaus Martin Kopitz (1995)

Klaus Martin Kopitz (* 29. Januar 1955 in Stendal) ist ein deutscher Komponist und Musikwissenschaftler. International bekannt wurde er mit seinem Album Mia Brentano’s Hidden Sea. 20 Songs for 2 Pianos, das 2018 erschien und in den USA auf die Jahresbestenliste („Want List“) des Klassikmagazins Fanfare gelangte. 2019 folgte die CD River of Memories. A Mystery Trip. Sie kam ebenfalls auf die Jahresbestenliste von Fanfare und erhielt außerdem einen Preis der deutschen Schallplattenkritik. Das dritte Album, Summerhouse. New Music for 2 Pianos, wurde 2022 für den Opus Klassik nominiert und von Fanfare erneut zu einem der besten Alben des Jahres gewählt, ebenso 2024 das vierte Album Mia Brentano’s American Diary.

## Komponist
Kopitz wuchs in Tangerhütte (Altmark) auf, wo er 1973 sein Abitur ablegte. 1975 bis 1980 studierte er an der Hochschule für Musik „Hanns Eisler“ Berlin in den Fächern Komposition, Klavier und Musikwissenschaft. 1985 bis 1987 war er Meisterschüler von Paul-Heinz Dittrich an der Akademie der Künste der DDR und besuchte Kurse in dem von Georg Katzer gegründeten Elektronischen Studio der Akademie. Anschließend leitete er die Schauspielmusik am Theater Neustrelitz. In dieser Zeit realisierte er mehrere Filmmusiken, darunter für den letzten DEFA-Film Der Besucher des israelischen Filmregisseurs Dror Zahavi, außerdem Musiken für Theater und Hörspiel.
Im Gegensatz zu vielen anderen Komponisten seiner Generation, die ausschließlich Atonale Musik für „modern“ halten, vertrat Kopitz schon in den 1980er Jahren die Ansicht, es sei ebenso möglich, „daß jemand mit völlig traditionellen Mitteln absolutes Neuland betritt“. Beeinflusst wurde er dabei namentlich von John Cage. Seine neueren Werke lassen sich keinem bestimmten Genre mehr zuordnen und demonstrieren eine große stilistische Freiheit.
Unter dem Pseudonym Mia Brentano veröffentlichte er 2018 den Zyklus Mia Brentano’s Hidden Sea. 20 Songs for 2 Pianos. Oliver Buslau bescheinigte den Stücken „ein immer wieder überraschendes Panorama von klassisch bis freitonal, von jazzig bis minimalistisch.“ Der US-amerikanische Musikkritiker Huntley Dent nannte das Album „unique among current and past releases“ (einzigartig unter den gegenwärtigen und vergangenen Veröffentlichungen).
Große Anerkennung fand auch das avancierte, 2019 veröffentlichte Nachfolgeprojekt Mia Brentano’s River of Memories. Es spannt stilistisch einen Bogen von Jazz-inspirierter Kammermusik über Elektronische Musik bis hin zu Soundcollagen, die Elemente der Radiokunst und des Hörspiels einbeziehen. Dave Saemann bekannte in einer umfangreichen Besprechung: „This is the most moving new album I’ve heard in some time.“ (Dies ist das bewegendste neue Album, das ich seit einiger Zeit gehört habe.) Am Schluss resümierte er: „Mia Brentano, if other composers would only listen and learn, probably is the future.“ (Mia Brentano, wenn andere Komponisten nur zuhören und lernen würden, ist wahrscheinlich die Zukunft.)
Mia Brentano’s Summerhouse, das dritte Album, das Michael Breugst im Funkhaus Wallrafplatz für den WDR Köln produzierte, erweitert und intensiviert die Möglichkeiten, die das Komponieren für zwei Klaviere bietet. Das vierte Album – Mia Brentano’s American Diary – entstand schließlich in Zusammenarbeit mit dem Deutschen Filmorchester Babelsberg. Die US-amerikanische Musikkritikerin Jacqueline Kharouf hielt es für das bislang beste von Kopitz und nannte es „a wonderful collage of sound and meaning“ (eine wundervolle Collage aus Klang und Bedeutung).

## Musikwissenschaftler
Prägend für seine Karriere als Wissenschaftler war der Schweizer Beethoven-Forscher Harry Goldschmidt, dessen Privatassistent Kopitz von 1982 bis 1984 war. 2000 wurde er bei Helmut Loos in Musikwissenschaft promoviert und gründete 2002 mit Rainer Cadenbach die Beethoven-Forschungsstelle an der Universität der Künste Berlin, die von der Deutschen Forschungsgemeinschaft gefördert wurde. Von 2006 bis 2008 wurden seine Beethoven-Forschungen von der Ernst von Siemens Musikstiftung finanziert.
Daneben gab er erstmals das Gesamtwerk des Komponisten Norbert Burgmüller heraus, unterstützt von der Arbeitsgemeinschaft für rheinische Musikgeschichte, der Kunststiftung NRW und dem Landschaftsverband Rheinland. Die sieben Bände umfassende Ausgabe erschien im Verlag Dohr in der Reihe Denkmäler rheinischer Musik.
Internationales Interesse erregte Kopitz mit seinen Forschungen über die zuvor kaum bekannte Beethoven-Freundin Elisabeth Röckel und die Entstehung des Klavierstücks Für Elise. Eine erste kurze Zusammenfassung veröffentlichte 2009 Der Spiegel. Weitere musikgeschichtlich bedeutende Frauengestalten, mit denen sich seine Forschungen befassten, waren Therese von Zandt, Beethovens „Unsterbliche Geliebte“ und Robert Schumanns Geliebte „Charitas“.
Seit 2012 arbeitet er an der Sächsischen Akademie der Wissenschaften in Leipzig als Arbeitsstellenleiter der Schumann-Briefedition, Serie II, Briefwechsel mit Freunden und Künstlerkollegen. Es handelt sich um die erste Gesamtausgabe der Korrespondenz von Robert und Clara Schumann.

## Auszeichnungen
- 1978: Preis des Kammermusik-Wettbewerbs der DDR-Musiktage, für Momente. 13 Änderungen für Streichquartett
- 1991: Hanns-Eisler-Preis des Deutschlandsenders Kultur, für Die Stille des verlassenen Raumes für 3 Sprecher (Isländisch, Amharisch und Yoruba), Vokaltöne, Gitarre, Geräusche und Electronics (1990)
- 1991/92: Stipendiat der Stiftung Kulturfonds
- 1992: Preis beim Forum für junge Komponisten des WDR Köln, für Die Stille des verlassenen Raumes
- 2003: Deutscher Musikeditionspreis in der Kategorie „Wissenschaftliche Notenausgaben“, für Norbert Burgmüller: Sämtliche Streichquartette (Verlag Dohr, Köln, 2002)
- 2009: Deutscher Musikeditionspreis in der Kategorie „Wissenschaftliche Notenausgaben“, für Norbert Burgmüller: Sämtliche Klavierwerke (Verlag Dohr, Köln, 2008)
- 2019: Preis der deutschen Schallplattenkritik in der Kategorie „Grenzgänge“, für Mia Brentano’s River of Memories[12]
- 2022: Nominierung für den Opus Klassik in der Kategorie „Klassik ohne Grenzen“, für Mia Brentano’s Summerhouse[13]

## Diskografie (Auswahl)
- 1994 – Herbst-Musik für 2 Gitarren (1985/86); Klaus & Rainer Feldmann (Gitarre), auf: Herbst-Musik. Zeitgenössische Gitarren-Musik Berliner Komponisten – New Classical Adventure
- 1995 – Momente. 13 Änderungen für Streichquartett (1976/77); Streichquartett der Deutschen Staatsoper Berlin (Egon Morbitzer, 1. Violine, Bernd Müller, 2. Violine, Alfred Lipka, Viola, Karl-Heinz Schröter, Violoncello), auf: Musik in der DDR, Vol. 3, Instrumentale Kammermusik – Berlin Classics
- 2017 – Mia Brentano’s Hidden Sea. 20 Songs for 2 Pianos; Benyamin Nuss & Max Nyberg (Klavier) sowie Asja Valčić (Violoncello) – Mons Records
  - When it Rained • Christina’s World • Early Birds • Miss Ada • Misty Morning • Along the River • Slapstick • A Silent Place • Children • My Huckleberry Friend • A Storm is Coming • Canajoharie • Wherever You Are • On the Train to Maine • Footprints • Mama Mia’s Moonshine Bar • Remembering Stella • Summernight Tales • Wake up • 4 o’clock a.m.
- 2019 – Mia Brentano’s River of Memories. A Mystery Trip; Benyamin Nuss (Klavier), Andy Miles (Klarinette), Johannes Ernst (Saxophon), Heiner Reinhardt (Bassklarinette), Hans Dekker (Drums), Klaus Martin Kopitz (Synthesizer) u. a. – Mons Records
  - Blue Moon • Under the Surface • Les Champs magnétiques • Floating • Der Besucher • Wide Open Landscape • Silver Rain • Die Stille des verlassenen Raumes • Over the City of Glass • Angry Mia • Septemberland • Lily of the Valley • Ghosts (for Paul Auster) • Dancing in Twilight • Brahms Is Sleeping
- 2022 – Mia Brentano’s Summerhouse: New Music for 2 Pianos; Benyamin Nuss & Billy Test (Klavier); Produktion des WDR Köln, Produzent Michael Breugst – Mons Records
  - The Letter • Roads into Dusk • Cat in the Window • Before Sunrise • I Was Seventeen • Unsung Song • Desert Island • Birds Leaving the Earth • Strange Little Boy • Dreaming Mathilda • Sleepy Landscape • Funky Fox • Angel in the Rain • Nightlounge • She Needs the Wind • Alone at the Lakeside • It’s Dripping on My Roof • Red Shoes • Drifting • Walking in Starlight • Days of Wine and Roses (Henry Mancini, arr. by Benyamin Nuss) • Moon River (Henry Mancini, arr. by Billy Test)
- 2024 – Mia Brentano’s American Diary; Benyamin Nuss (Klavier), Deutsches Filmorchester Babelsberg, Leitung Christian Köhler – Mons Records
  - A Cabin in the Rockies • Good Morning, Good Fairy • Both of Us • Mad Dog in the Fog • Our God Is the Moon Over Alaska • Wie ein Vogel zu fliegen (Wolfgang Richter, arr. by Mia Brentano) • The Secret Garden • Midnight in Paradise • Wild Neighbors • Laurel Canyon • I Thought About You (Jimmy Van Heusen, arr. by Mia Brentano) • Not All Who Wander Are Lost • Talking with Trees • Me and the Wizard • A Bridge Across the Ocean • Flying Lights, Flying Colors • Eisler in Hollywood • Last Evening in Carmel • For Whom the Bell Tolls • No Time to Stop • Sandpiper’s Grave • Let It Rain • Burning Bodega (A Nightmare) • Sandman’s Lullaby (Wolfgang Richter, arr. by Benyamin Nuss)

## Schriften (Auswahl)

### Bücher
Siehe auch Schumann-Briefedition
- Der Düsseldorfer Komponist Norbert Burgmüller. Ein Leben zwischen Beethoven – Spohr – Mendelssohn, Köln: Dohr, 1998, ISBN 978-3-936655-34-6
- Beethoven aus der Sicht seiner Zeitgenossen in Tagebüchern, Briefen, Gedichten und Erinnerungen, hrsg. von Klaus Martin Kopitz und Rainer Cadenbach unter Mitarbeit von Oliver Korte und Nancy Tanneberger, 2 Bände, München: Henle, 2009, ISBN 978-3-87328-120-2
- Nota Bene Norbert Burgmüller. Studien zu einem Zeitgenossen von Mendelssohn und Schumann, hrsg. von Tobias Koch und Klaus Martin Kopitz, Köln: Dohr, 2009, ISBN 978-3-936655-61-2
- „Ich glaubte nur an Musik“. Wolfgang Müller von Königswinter, Erinnerungen an Norbert Burgmüller, hrsg. von Klaus Martin Kopitz, Begleitbuch zur Ausstellung zum 200. Geburtstag von Norbert Burgmüller im Heinrich-Heine-Institut, Köln: Dohr, 2010, ISBN 978-3-936655-76-6
- Beethoven, Elisabeth Röckel und das Albumblatt „Für Elise“, Köln: Dohr, 2010, ISBN 978-3-936655-87-2
- Justus Hermann Wetzel, Briefe und Schriften, hrsg. von Klaus Martin Kopitz und Nancy Tanneberger, Würzburg: Königshausen & Neumann, 2019, ISBN 978-3-8260-7013-6

### Aufsätze
- Antonie Brentano in Wien (1809–1812). Neue Quellen zur Problematik „Unsterbliche Geliebte“, in: Bonner Beethoven-Studien, Band 2 (2001), S. 115–146, klaus-martin-kopitz.de (PDF; 396 kB)
- Wer schrieb den Text zu Beethovens Chorphantasie? Ein unbekannter Bericht über die Uraufführung, in: Bonner Beethoven-Studien, Band 3 (2003), S. 43–46, klaus-martin-kopitz.de (PDF)
- Beethovens Wesen – Gedanken zu einer „Borderline-Persönlichkeit“, in: Der „männliche“ und der „weibliche“ Beethoven. Bericht über den Internationalen musikwissenschaftlichen Kongress vom 31. Oktober bis 4. November 2001 an der Universität der Künste Berlin, hrsg. von Cornelia Bartsch, Beatrix Borchard und Rainer Cadenbach, Bonn: Beethoven-Haus, 2003, S. 137–162
- mit Oliver Korte, „Written on his death-bed“. Ein Beethoven-Autograph aus dem Besitz von Johann Andreas Stumpff, in: Musik und Biographie. Festschrift für Rainer Cadenbach, hrsg. von Cordula Heymann-Wentzel und Johannes Laas, Würzburg: Königshausen & Neumann, 2004, S. 179–196 (Digitalisat)
- Beethoven und die Zarenfamilie. Bekanntes und Unbekanntes zur Akademie vom 29. November 1814 sowie zur Polonaise op. 89, in: Bonner Beethoven-Studien, Band 5 (2006), S. 143–149, klaus-martin-kopitz.de (PDF; 3,1 MB)
- Beethoven und seine Rezensenten. Ein Blick hinter die Kulissen der Allgemeinen musikalischen Zeitung, in: Beethoven und der Leipziger Musikverlag Breitkopf & Härtel, hrsg. von Nicole Kämpken und Michael Ladenburger, Bonn: Beethoven-Haus, 2007, S. 149–167
- Beethoven as a Composer for the Orphica: A New Source for WoO 51, in: The Beethoven Journal, Vol. 22, No. 1 (Summer 2007), S. 25–30, klaus-martin-kopitz.de (PDF; 4,5 MB)
- Ein unbekanntes Gesuch Beethovens an Kaiser Franz I., in: Bonner Beethoven-Studien, Band 6 (2007), S. 101–113, klaus-martin-kopitz.de (PDF; 6,6 MB)
- Haydns Wiener Wohnungen. Einige Anmerkungen und Korrekturen, in: Die Tonkunst, Jg. 3, Nr. 3 vom Juli 2009, S. 324–328, klaus-martin-kopitz.de (PDF; 1,7 MB)
- Beethovens Jugendliebe Johanna von Honrath (1770–1823). Ein Beitrag zu ihrer Biographie, in: Bonner Beethoven-Studien, Band 9 (2011), S. 155–158, klaus-martin-kopitz.de (PDF)
- Beethovens Berufung nach Kassel an den Hof Jérôme Bonapartes. Eine Spurensuche, in: Die Tonkunst, Jg. 5, Nr. 3 vom Juli 2011, S. 326–335, klaus-martin-kopitz.de (PDF; 1,5 MB)
- „Immer noch leuchtet der verklärte Haydn mir vor“ – Plädoyer für eine Sammlung aller zeitgenössischen Aussagen über den Komponisten nebst einer kleinen Auslese unbekannter oder bislang nur unvollständig bekannter Quellen, in: Almanach für Musik I (2011), hrsg. von Christoph Dohr, Köln: Dohr 2011, S. 65–118
- Das Beethoven-Porträt von Ferdinand Schimon. Ein 1815 für die Bonner Lesegesellschaft entstandenes Bildnis?, in: Beiträge zu Biographie und Schaffensprozess bei Beethoven. Rainer Cadenbach zum Gedenken, hrsg. von Jürgen May, Bonn: Beethoven-Haus 2011, S. 73–88, klaus-martin-kopitz.de (PDF; 204 kB)
- „Du kanntest Mozart?“ Unbekannte und vergessene Erinnerungen von Beethoven, Haydn, Hummel und anderen Zeitgenossen Mozarts, in: Mozart Studien, hrsg. von Manfred Hermann Schmid, Band 20 (2011), ISBN 978-3-86296-025-5, S. 269–309
- mit Torsten Oltrogge, Ein Dichter namens Louis du Rieux und Schumanns Märchenbilder op. 113. Annäherungen an einen geheimnisvollen Verehrer des Komponisten, in: Denkströme. Journal der Sächsischen Akademie der Wissenschaften, Heft 11, 2013, S. 112–140, saw-leipzig.de (PDF)
- Die frühen Wiener Aufführungen von Beethovens Kammermusik in zeitgenössischen Dokumenten (1797–1828), in: Friedrich Geiger und Martina Sichardt (Hrsg.), Beethovens Kammermusik (= Das Beethoven-Handbuch, hrsg. von Albrecht Riethmüller, Band 3), Laaber 2014, S. 165–211
- Christiane Apitzsch (1806–1838), Robert Schumanns Geliebte „Charitas“. Eine Identifizierung, in: Denkströme. Journal der Sächsischen Akademie der Wissenschaften, Heft 13, 2014, S. 26–53, klaus-martin-kopitz.de (PDF; 5,0 MB)
- Beethovens „Elise“ Elisabeth Röckel. Neue Aspekte zur Entstehung und Überlieferung des Klavierstücks WoO 59, in: Die Tonkunst, Jg. 9, Nr. 1 vom Januar 2015, S. 48–57, klaus-martin-kopitz.de (PDF; 544 kB)
- Der Brief an die Unsterbliche Geliebte. Fakten und Fiktionen, in: Die Beethoven-Sammlung der Staatsbibliothek zu Berlin. „Diesen Kuß der ganzen Welt!“, hrsg. von Friederike Heinze, Martina Rebmann und Nancy Tanneberger, Petersberg: Michael Imhof 2020, ISBN 978-3-7319-0914-9, S. 156–163 (PDF)
- Beethoven’s ‘Elise’ Elisabeth Röckel: a forgotten love story and a famous piano piece, in: The Musical Times, Vol. 161, No. 1953 (Winter 2020), S. 9–26 (PDF)
- Überlegungen zu einer Clara-Schumann-Gesamtausgabe, in: Clara Schumann – Alltag und Künstlertum, hrsg. von Michael Heinemann und Thomas Synofzik (= Schumann-Studien 14), Würzburg: Königshausen & Neumann 2023, S. 261–282; ISBN 978-3-8260-7892-7; klaus-martin-kopitz.de (PDF; 12 MB)
- Ein Notenalbum von Maximiliane Brentano mit Beethovens Lied ›An die Geliebte‹. Anmerkungen zu einer Neuerwerbung des Freien Deutschen Hochstifts, in: Jahrbuch des Freien Deutschen Hochstifts, Jg. 2024, hrsg. von Anne Bohnenkamp, S. 178–204; ISBN 978-3-8353-5661-0; klaus-martin-kopitz.de (PDF; 3,9 MB)